# Laïcs cisterciens
Les laïcs cisterciens constituent un Tiers-Ordre s'inspirant de la règle de saint Benoît telle qu'elle est vécue dans les communautés monastiques cisterciennes : ordre cistercien et ordre cistercien de la stricte observance principalement.
Né dans les années 1980, le mouvement compte en 2015 environ 2 300 membres dans le monde, dont quatre cents en France.

## Historique
Spontanément, autour de plusieurs communautés cisterciennes, émergent des groupes de laïcs souhaitant, tout en gardant un mode de vie non-monastique, s'inspirer de la règle cistercienne dans leur vie quotidienne. Ces communautés restent autonomes et peu structurées jusque dans les années 1980, les chapitres généraux monastiques préférant ne pas statuer sur leur existence ni cadrer trop fortement celle-ci, et s'en remettant à chaque communauté monastique pour créer des liens avec les laïcs des environs.
La première communauté véritablement organisée de laïcs cisterciens naît en 1990, à proximité de Clairvaux : il s'agit de la Grange Saint Bernard,.
À partir de l'an 2000, des rencontres entre communautés laïques cisterciennes sont organisées ; le mouvement prenant de l'ampleur, les laïcs cisterciens interpellent les chapitres généraux monastiques sur leur identité. Cette demande est structurée en 2005, lors de la troisième rencontre internationale des laïcs cisterciens, avec la constitution d'une instance représentative chargée de faire le lien entre les communautés laïques et avec les communautés monastiques. Au chapitre général trappiste de Huerta en 2008, les moines et moniales proposent aux laïcs un texte définissant l'identité laïque cistercienne.

## Présence dans le monde
En 2015, le mouvement compte environ 2 300 membres dans le monde, dont quatre cents en France. Environ 1 300 d'entre eux (70 communautés) sont liés à des communautés trappistes, les autres étant liés à des communautés cisterciennes de la commune observance.